# 月讀神社 (久留米市)
月讀神社（つくよみじんじゃ）は、福岡県久留米市田主丸町にある神社。

## 概要

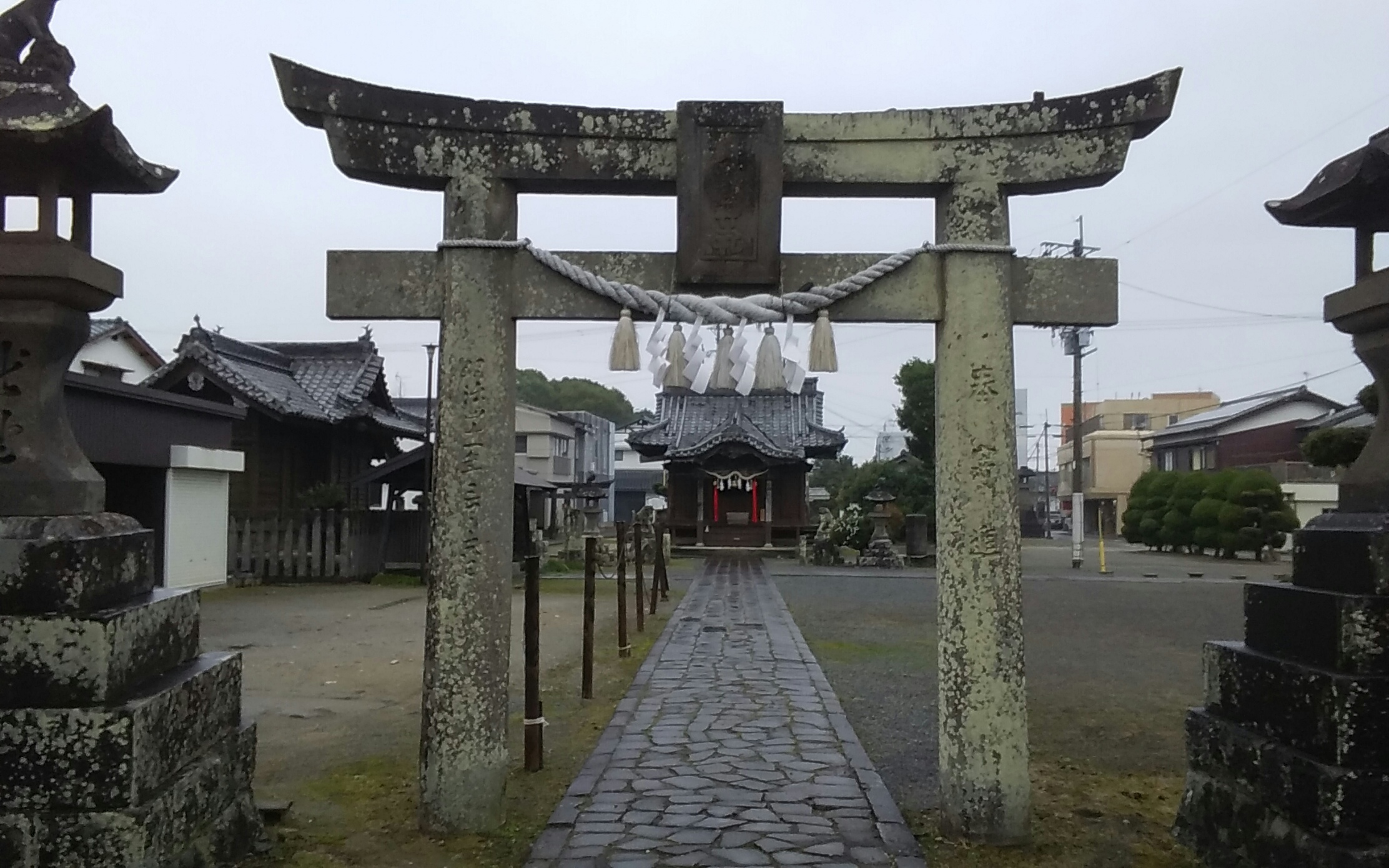
鳥居と本殿

創建年は定かではないが、複数の由緒が伝えられている。祭神である月読尊が伊邪那岐の右眼より生まれたとされることから、眼病平癒にご利益がある神社として知られているほか、開運・厄除けの神としても崇拝されている。毎年1月23～25日には祭礼「三夜さま」が開催され、縁日や植木市などが開かれることから、大勢の参詣者で賑わいを見せる｡

## 利用情報
- 所在地

福岡県久留米市田主丸町田主丸546-2
- 拝観料

無料
- 拝観時間

自由

## 交通アクセス
- JR九州久大本線田主丸駅より徒歩8分（約660m）。
- 西鉄バス・甘木観光バスの田主丸中央バス停より徒歩2分（約200m）。
- マイカーの場合、大分自動車道甘木インターチェンジから約9km。
- 駐車場なし